# Yucca declinata
Yucca declinata är en sparrisväxtart som beskrevs av Joseph E. Laferrière. Yucca declinata ingår i släktet palmliljor, och familjen sparrisväxter. Inga underarter finns listade i Catalogue of Life.

## Bildgalleri

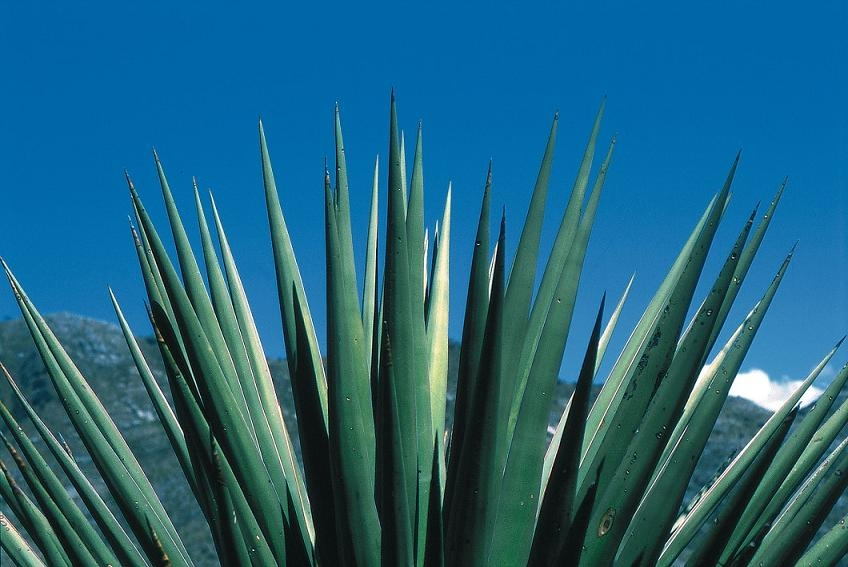
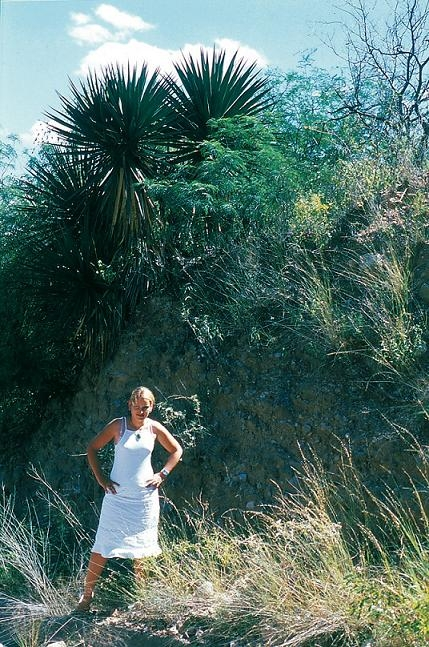
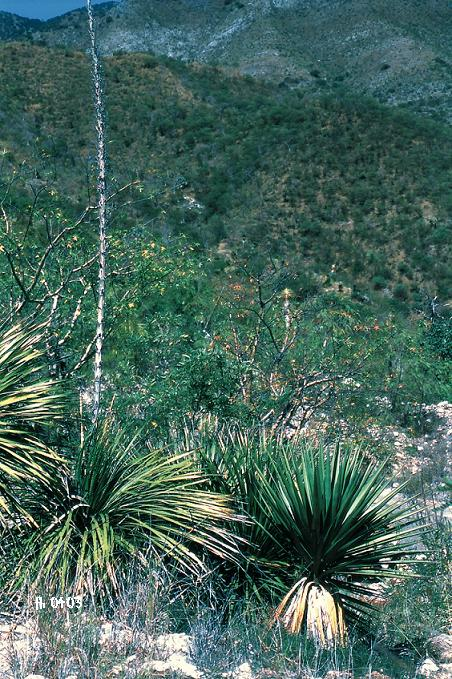